# Sainte-Thècle
Sainte-Thècle är en kommun och tätort (centre de population) i provinsen Québec i Kanada. Den ligger i regionen Mauricie, i den sydöstra delen av landet, 290 km nordost om huvudstaden Ottawa. Antalet invånare vid folkräkningen 2021 var 2 415 i kommunen och 1 302 i tätorten.